# Ablon
Ablon ist eine französische Gemeinde mit 1.177 Einwohnern (Stand: 1. Januar 2022) im Département Calvados in der Region Normandie. Ablon gehört zum Arrondissement Lisieux und zum Kanton Honfleur-Deauville. Die Einwohner werden Ablonnais genannt.
Derzeitiger Bürgermeister ist Xavier Canu, der im Jahr 2020 gewählt wurde. Seine Amtszeit beträgt sechs Jahre.

## Geografie
Ablon ist die nördlichste Gemeinde des Départements Calvados. Sie liegt etwa 17 Kilometer südsüdöstlich von Le Havre an der Morelle, die die östliche Gemeindegrenze bildet und tricht im Norden mit einem schmalen Streifen bis zum Ästuar der Seine. Umgeben wird Ablon von den Nachbargemeinden Fiquefleur-Équainville im Osten, Manneville-la-Raoult im Südosten, Genneville im Süden, Gonneville-sur-Honfleur im Südwesten und Westen sowie La Rivière-Saint-Sauveur im Westen und Nordwesten.

## Bevölkerungsentwicklung
| Jahr                       | 1962 | 1968 | 1975 | 1982 | 1990 | 1999 | 2006 | 2019 |
| Einwohner                  | 852  | 866  | 838  | 880  | 940  | 1047 | 1145 | 1212 |
| Quellen: Cassini und INSEE |      |      |      |      |      |      |      |      |

## Sehenswürdigkeiten
- Kirche Saint-Pierre-ès-Liens aus dem 15./16. Jahrhundert, Monument historique
- Schloss Ablon aus dem 18./19. Jahrhundert, Monument historique
- Mühle an der Morelle
- Pulverfabrik aus dem späten 19. Jahrhundert, Monument historique

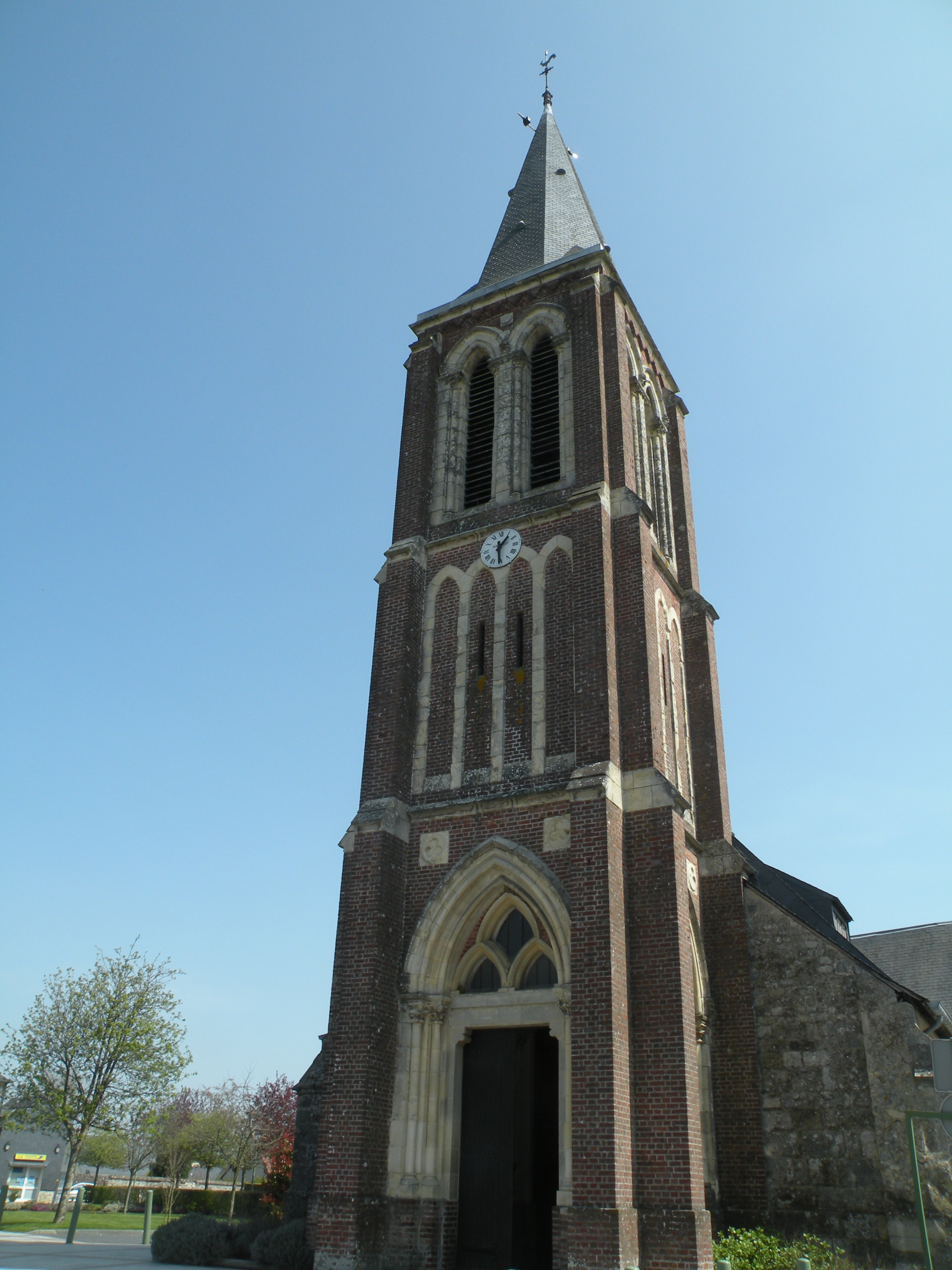
Kirche Saint-Gatien